# Pelabuhan Dalam
Pelabuhan Dalam is een bestuurslaag in het regentschap Ogan Ilir van de provincie Zuid-Sumatra, Indonesië. Pelabuhan Dalam telt 3114 inwoners (volkstelling 2010).